# 1337x
1337x ist eine Website, die ein Verzeichnis von Torrent-Dateien und Magnet-Links für den Peer-to-Peer-Dateiaustausch über das BitTorrent-Protokoll bereitstellt. Laut dem TorrentFreak-Newsblog ist 1337x die drittbeliebteste Torrent-Website im Jahr 2021.

## Geschichte
1337x wurde 2007 gegründet und erfreute sich nach der Schließung von KickassTorrents im Jahr 2016 zunehmender Beliebtheit. Im Oktober 2016 wurde die Website neu gestaltet und mit neuen Funktionen ausgestattet. Die Website ist für Google-Suchanfragen gesperrt und erscheint nicht bei der Suche über die Google-Suche. Diese Maßnahme wurde nach einem Antrag von Feelgood Entertainment im Jahr 2015 ergriffen. Im Jahr 2015 zog die Seite von ihrer älteren .pl-Domäne zu .to um, auch um die Sperrung zu umgehen.
Das Design von 1337x ist mit dem des inzwischen eingestellten h33t vergleichbar. Es wurde als Alternative zu The Pirate Bay angepriesen, angesichts dessen möglichen Untergangs.